# Pribraća
Pribraća (en serbe cyrillique : Прибраћа) est un village de Bosnie-Herzégovine. Il est situé dans la municipalité de Donji Vakuf, dans le canton de Bosnie centrale et dans la fédération de Bosnie-et-Herzégovine. Selon les premiers résultats du recensement bosnien de 2013, il compte 433 habitants.

## Démographie

### Évolution historique de la population
| 1948 | 1953 | 1961 | 1971 | 1981 | 1991 | 2013 |
| ---- | ---- | ---- | ---- | ---- | ---- | ---- |
| -    | -    | 344  | 482  | 596  | 715  | 433  |

|  |